# Schloss Delling

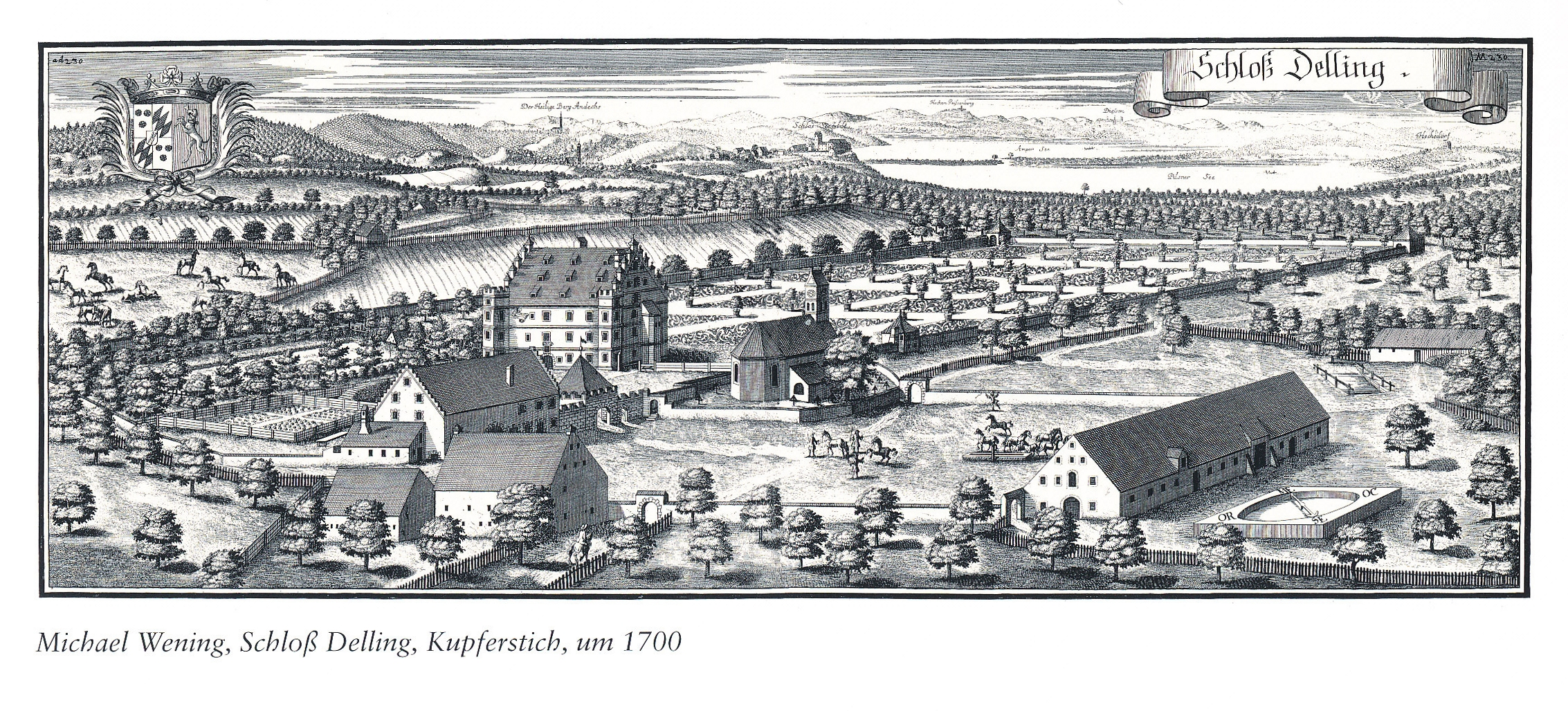
Michael Wening: Schloss Delling um 1700

Schloss Delling ist ein abgegangenes Schloss in Delling im Aubachtal bei Seefeld im Landkreis Starnberg. Der Schlossrest, das noch erhaltene Landgut, befindet sich heute im Besitz der Stadt München.

## Geschichte
Der Ort wurde bereits im frühen 12. Jahrhundert als Besitz der Herren von Telingen erwähnt. Die Burg Delling spielte in den Kämpfen zwischen den Andechsern und Wittelsbachern eine wichtige Rolle und wurde 1243 zerstört. 1248 wurde der Weiler bayerisches Herzogslehen. 1301 fiel er in den Besitz der Wildecker. Den ersten Hinweis auf die Hofmark Delling findet man 1442. Die Besitzer der Hofmark wechselten im Lauf der Jahre: Tuxenhauser (1445), Pechthaler (1494), Lung von Planegg (1527), Schöttl (1535). 1580 ging die Hofmark über Herzog Wilhelm in den Besitz der Herrschaft Seefeld der Grafen Toerring zu Seefeld und Jettenbach über. Das Dellinger Schloss wurde im 18. Jahrhundert abgebrochen, der Gutshof ist ein ehemaliges Nebengebäude des Schlosses. Die Kapelle St. Georg als ehemalige Hofmarkskirche wurde 1774/75 erbaut. Die Eichenallee nach Seefeld wurde 1776 von den Grafen von Toerring gepflanzt. 1972 veräußerte es Graf Toerring an den Planegger Baron Hirsch, der es wiederum 1981 der Stadt München verkaufte.

## Erhaltene Schlossreste
- Gutshof Delling in der Mühlstraße 2, ein ehemaliges Nebengebäude des Dellinger Schlosses, errichtet im 16./17. Jahrhundert, äußeres Erscheinungsbild 19. Jahrhundert.
- Hofmarkskapelle St. Georg, errichtet 1774/75 von Franz Ignaz Wolf, Leonhard Matthäus Gießl oder Balthasar Trischberger. Im Innern ein Franz Xaver Schmädl zugeschriebener Altar.
- Eichenallee zwischen Seefeld und Ettenhofen, 18. Jahrhundert.